# Comuna Berezivka, Liubar
Berezivka (în ucraineană Березівська сільська рада) este o comună în raionul Liubar, regiunea Jîtomîr, Ucraina, formată din satele Berezivka (reședința) și Severînivka.

## Demografie
Componența lingvistică a comunei Berezivka
     Ucraineană (99%)
     Alte limbi (1%)
Conform recensământului din 2001, majoritatea populației comunei Berezivka era vorbitoare de ucraineană (99%), existând în minoritate și vorbitori de alte limbi.